# Stay with Me (Sam Smith)
Stay with Me is een nummer van de Britse zanger Sam Smith.

## Geschiedenis
Het nummer kwam uit op 14 april 2014 en staat op Smiths tweede debuutalbum In the Lonely Hour. Stay with Me is geschreven door Smith, Napier, Phillips, Petty en Lynne. De twee laatstgenoemden werden als schrijver aangemerkt vanwege de overeenkomsten met de single I Won't Back Down van Petty. In de Canadese, Ierse en Britse hitlijsten behaalde het nummer de eerste plaats. 
De muziekvideo werd uitgebracht op 27 maart. De regie lag in handen van Jamie Thraves. Stay with Me werd genomineerd voor Best Male Video en Artist to Watch op de MTV Video Music Awards in 2014.

## Tracklijst
| Nr. | Titel                               | Duur  |
| --- | ----------------------------------- | ----- |
| 1.  | Stay with Me                        | 02:52 |
| 2.  | Stay with Me (Darkchild versie)     | 02:54 |
| 3.  | Stay with Me (Shy FX versie)        | 03:32 |
| 4.  | Stay with Me (Wilfred Giroux remix) | 04:39 |

| Nr. | Titel                            | Duur  |
| --- | -------------------------------- | ----- |
| 1.  | Stay with Me (met Mary J. Blige) | 02:53 |
| 2.  | Stay with Me (Darkchild versie)  | 02:54 |

## Hitnoteringen

### Nederlandse Top 40
| Hitnotering: 07-06-2014 t/m 24-01-2015 | Hitnotering: 07-06-2014 t/m 24-01-2015 | Hitnotering: 07-06-2014 t/m 24-01-2015 | Hitnotering: 07-06-2014 t/m 24-01-2015 | Hitnotering: 07-06-2014 t/m 24-01-2015 | Hitnotering: 07-06-2014 t/m 24-01-2015 | Hitnotering: 07-06-2014 t/m 24-01-2015 | Hitnotering: 07-06-2014 t/m 24-01-2015 | Hitnotering: 07-06-2014 t/m 24-01-2015 | Hitnotering: 07-06-2014 t/m 24-01-2015 | Hitnotering: 07-06-2014 t/m 24-01-2015 | Hitnotering: 07-06-2014 t/m 24-01-2015 | Hitnotering: 07-06-2014 t/m 24-01-2015 | Hitnotering: 07-06-2014 t/m 24-01-2015 | Hitnotering: 07-06-2014 t/m 24-01-2015 | Hitnotering: 07-06-2014 t/m 24-01-2015 | Hitnotering: 07-06-2014 t/m 24-01-2015 | Hitnotering: 07-06-2014 t/m 24-01-2015 |
| Week:                                  | 1                                      | 2                                      | 3                                      | 4                                      | 5                                      | 6                                      | 7                                      | 8                                      | 9                                      | 10                                     | 11                                     | 12                                     | 13                                     | 14                                     | 15                                     | 16                                     | 17                                     |
| -------------------------------------- | -------------------------------------- | -------------------------------------- | -------------------------------------- | -------------------------------------- | -------------------------------------- | -------------------------------------- | -------------------------------------- | -------------------------------------- | -------------------------------------- | -------------------------------------- | -------------------------------------- | -------------------------------------- | -------------------------------------- | -------------------------------------- | -------------------------------------- | -------------------------------------- | -------------------------------------- |
| Positie:                               | 29                                     | 28                                     | 25                                     | 16                                     | 10                                     | 9                                      | 9                                      | 7                                      | 6                                      | 6                                      | 4                                      | 2                                      | 2                                      | 4                                      | 5                                      | 5                                      | 8                                      |
| Week:                                  | 18                                     | 19                                     | 20                                     | 21                                     | 22                                     | 23                                     | 24                                     | 25                                     | 26                                     | 27                                     | 28                                     | 29                                     | 30                                     | 31                                     | 32                                     | 33                                     |                                        |
| Positie:                               | 8                                      | 9                                      | 15                                     | 15                                     | 16                                     | 20                                     | 21                                     | 21                                     | 24                                     | 24                                     | 24                                     | 26                                     | 28                                     | 31                                     | 35                                     | 37                                     | uit                                    |

### NederlandseSingle Top 100
| Hitnotering (week 1 t/m 66): 31-05-2014 t/m 29-08-2015 Hitnotering (week 67 t/m 68): 12-09-2015t/m 19-09-2015 Hitnotering (week 69 t/m 72): 03-10-2015 t/m 24-10-2015 Hitnotering (week 73): 14-11-2015 Hitnotering (week 74): 05-12-2015 Hitnotering (week 75): 09-01-2016 | Hitnotering (week 1 t/m 66): 31-05-2014 t/m 29-08-2015 Hitnotering (week 67 t/m 68): 12-09-2015t/m 19-09-2015 Hitnotering (week 69 t/m 72): 03-10-2015 t/m 24-10-2015 Hitnotering (week 73): 14-11-2015 Hitnotering (week 74): 05-12-2015 Hitnotering (week 75): 09-01-2016 | Hitnotering (week 1 t/m 66): 31-05-2014 t/m 29-08-2015 Hitnotering (week 67 t/m 68): 12-09-2015t/m 19-09-2015 Hitnotering (week 69 t/m 72): 03-10-2015 t/m 24-10-2015 Hitnotering (week 73): 14-11-2015 Hitnotering (week 74): 05-12-2015 Hitnotering (week 75): 09-01-2016 | Hitnotering (week 1 t/m 66): 31-05-2014 t/m 29-08-2015 Hitnotering (week 67 t/m 68): 12-09-2015t/m 19-09-2015 Hitnotering (week 69 t/m 72): 03-10-2015 t/m 24-10-2015 Hitnotering (week 73): 14-11-2015 Hitnotering (week 74): 05-12-2015 Hitnotering (week 75): 09-01-2016 | Hitnotering (week 1 t/m 66): 31-05-2014 t/m 29-08-2015 Hitnotering (week 67 t/m 68): 12-09-2015t/m 19-09-2015 Hitnotering (week 69 t/m 72): 03-10-2015 t/m 24-10-2015 Hitnotering (week 73): 14-11-2015 Hitnotering (week 74): 05-12-2015 Hitnotering (week 75): 09-01-2016 | Hitnotering (week 1 t/m 66): 31-05-2014 t/m 29-08-2015 Hitnotering (week 67 t/m 68): 12-09-2015t/m 19-09-2015 Hitnotering (week 69 t/m 72): 03-10-2015 t/m 24-10-2015 Hitnotering (week 73): 14-11-2015 Hitnotering (week 74): 05-12-2015 Hitnotering (week 75): 09-01-2016 | Hitnotering (week 1 t/m 66): 31-05-2014 t/m 29-08-2015 Hitnotering (week 67 t/m 68): 12-09-2015t/m 19-09-2015 Hitnotering (week 69 t/m 72): 03-10-2015 t/m 24-10-2015 Hitnotering (week 73): 14-11-2015 Hitnotering (week 74): 05-12-2015 Hitnotering (week 75): 09-01-2016 | Hitnotering (week 1 t/m 66): 31-05-2014 t/m 29-08-2015 Hitnotering (week 67 t/m 68): 12-09-2015t/m 19-09-2015 Hitnotering (week 69 t/m 72): 03-10-2015 t/m 24-10-2015 Hitnotering (week 73): 14-11-2015 Hitnotering (week 74): 05-12-2015 Hitnotering (week 75): 09-01-2016 | Hitnotering (week 1 t/m 66): 31-05-2014 t/m 29-08-2015 Hitnotering (week 67 t/m 68): 12-09-2015t/m 19-09-2015 Hitnotering (week 69 t/m 72): 03-10-2015 t/m 24-10-2015 Hitnotering (week 73): 14-11-2015 Hitnotering (week 74): 05-12-2015 Hitnotering (week 75): 09-01-2016 | Hitnotering (week 1 t/m 66): 31-05-2014 t/m 29-08-2015 Hitnotering (week 67 t/m 68): 12-09-2015t/m 19-09-2015 Hitnotering (week 69 t/m 72): 03-10-2015 t/m 24-10-2015 Hitnotering (week 73): 14-11-2015 Hitnotering (week 74): 05-12-2015 Hitnotering (week 75): 09-01-2016 | Hitnotering (week 1 t/m 66): 31-05-2014 t/m 29-08-2015 Hitnotering (week 67 t/m 68): 12-09-2015t/m 19-09-2015 Hitnotering (week 69 t/m 72): 03-10-2015 t/m 24-10-2015 Hitnotering (week 73): 14-11-2015 Hitnotering (week 74): 05-12-2015 Hitnotering (week 75): 09-01-2016 | Hitnotering (week 1 t/m 66): 31-05-2014 t/m 29-08-2015 Hitnotering (week 67 t/m 68): 12-09-2015t/m 19-09-2015 Hitnotering (week 69 t/m 72): 03-10-2015 t/m 24-10-2015 Hitnotering (week 73): 14-11-2015 Hitnotering (week 74): 05-12-2015 Hitnotering (week 75): 09-01-2016 | Hitnotering (week 1 t/m 66): 31-05-2014 t/m 29-08-2015 Hitnotering (week 67 t/m 68): 12-09-2015t/m 19-09-2015 Hitnotering (week 69 t/m 72): 03-10-2015 t/m 24-10-2015 Hitnotering (week 73): 14-11-2015 Hitnotering (week 74): 05-12-2015 Hitnotering (week 75): 09-01-2016 | Hitnotering (week 1 t/m 66): 31-05-2014 t/m 29-08-2015 Hitnotering (week 67 t/m 68): 12-09-2015t/m 19-09-2015 Hitnotering (week 69 t/m 72): 03-10-2015 t/m 24-10-2015 Hitnotering (week 73): 14-11-2015 Hitnotering (week 74): 05-12-2015 Hitnotering (week 75): 09-01-2016 | Hitnotering (week 1 t/m 66): 31-05-2014 t/m 29-08-2015 Hitnotering (week 67 t/m 68): 12-09-2015t/m 19-09-2015 Hitnotering (week 69 t/m 72): 03-10-2015 t/m 24-10-2015 Hitnotering (week 73): 14-11-2015 Hitnotering (week 74): 05-12-2015 Hitnotering (week 75): 09-01-2016 | Hitnotering (week 1 t/m 66): 31-05-2014 t/m 29-08-2015 Hitnotering (week 67 t/m 68): 12-09-2015t/m 19-09-2015 Hitnotering (week 69 t/m 72): 03-10-2015 t/m 24-10-2015 Hitnotering (week 73): 14-11-2015 Hitnotering (week 74): 05-12-2015 Hitnotering (week 75): 09-01-2016 | Hitnotering (week 1 t/m 66): 31-05-2014 t/m 29-08-2015 Hitnotering (week 67 t/m 68): 12-09-2015t/m 19-09-2015 Hitnotering (week 69 t/m 72): 03-10-2015 t/m 24-10-2015 Hitnotering (week 73): 14-11-2015 Hitnotering (week 74): 05-12-2015 Hitnotering (week 75): 09-01-2016 | Hitnotering (week 1 t/m 66): 31-05-2014 t/m 29-08-2015 Hitnotering (week 67 t/m 68): 12-09-2015t/m 19-09-2015 Hitnotering (week 69 t/m 72): 03-10-2015 t/m 24-10-2015 Hitnotering (week 73): 14-11-2015 Hitnotering (week 74): 05-12-2015 Hitnotering (week 75): 09-01-2016 | Hitnotering (week 1 t/m 66): 31-05-2014 t/m 29-08-2015 Hitnotering (week 67 t/m 68): 12-09-2015t/m 19-09-2015 Hitnotering (week 69 t/m 72): 03-10-2015 t/m 24-10-2015 Hitnotering (week 73): 14-11-2015 Hitnotering (week 74): 05-12-2015 Hitnotering (week 75): 09-01-2016 | Hitnotering (week 1 t/m 66): 31-05-2014 t/m 29-08-2015 Hitnotering (week 67 t/m 68): 12-09-2015t/m 19-09-2015 Hitnotering (week 69 t/m 72): 03-10-2015 t/m 24-10-2015 Hitnotering (week 73): 14-11-2015 Hitnotering (week 74): 05-12-2015 Hitnotering (week 75): 09-01-2016 | Hitnotering (week 1 t/m 66): 31-05-2014 t/m 29-08-2015 Hitnotering (week 67 t/m 68): 12-09-2015t/m 19-09-2015 Hitnotering (week 69 t/m 72): 03-10-2015 t/m 24-10-2015 Hitnotering (week 73): 14-11-2015 Hitnotering (week 74): 05-12-2015 Hitnotering (week 75): 09-01-2016 | Hitnotering (week 1 t/m 66): 31-05-2014 t/m 29-08-2015 Hitnotering (week 67 t/m 68): 12-09-2015t/m 19-09-2015 Hitnotering (week 69 t/m 72): 03-10-2015 t/m 24-10-2015 Hitnotering (week 73): 14-11-2015 Hitnotering (week 74): 05-12-2015 Hitnotering (week 75): 09-01-2016 |
| Week: | 1 | 2 | 3 | 4 | 5 | 6 | 7 | 8 | 9 | 10 | 11 | 12 | 13 | 14 | 15 | 16 | 17 | 18 | 19 | 20 | 21 |
| --- | --- | --- | --- | --- | --- | --- | --- | --- | --- | --- | --- | --- | --- | --- | --- | --- | --- | --- | --- | --- | --- |
| Positie: | 30 | 37 | 31 | 18 | 11 | 11 | 10 | 6 | 6 | 5 | 6 | 5 | 4 | 4 | 3 | 3 | 3 | 5 | 5 | 8 | 7 |
| Week: | 22 | 23 | 24 | 25 | 26 | 27 | 28 | 29 | 30 | 31 | 32 | 33 | 34 | 35 | 36 | 37 | 38 | 39 | 40 | 41 | 42 |
| Positie: | 7 | 11 | 11 | 8 | 11 | 7 | 5 | 7 | 12 | 13 | 9 | 13 | 15 | 17 | 23 | 24 | 23 | 16 | 26 | 27 | 33 |
| Week: | 43 | 44 | 45 | 46 | 47 | 48 | 49 | 50 | 51 | 52 | 53 | 54 | 55 | 56 | 57 | 58 | 59 | 60 | 61 | 62 | 63 |
| Positie: | 35 | 39 | 45 | 42 | 49 | 48 | 51 | 58 | 62 | 63 | 70 | 68 | 72 | 75 | 73 | 78 | 73 | 71 | 83 | 85 | 83 |
| Week: | 64 | 65 | 66 | | 67 | 68 | | 69 | 70 | 71 | 72 | | 73 | | 74 | | 75 | | | | |
| Positie: | 82 | 81 | 86 | uit | 91 | 88 | uit | 99 | 95 | 97 | 98 | uit | 91 | uit | 92 | uit | 90 | uit | | | |

### NPO Radio 2 Top 2000
| Nummer met noteringen in de NPO Radio 2 Top 2000 | '14 | '15 | '16 | '17 | '18  | '19  | '20  |
| ------------------------------------------------ | --- | --- | --- | --- | ---- | ---- | ---- |
| Stay with Me                                     | 544 | 428 | 905 | 913 | 1398 | 1600 | 1666 |

1. ↑  Een vetgedrukt getal geeft de hoogste notering aan.
2. ↑  2014 was het eerste jaar met een notering voor dit nummer.
3. ↑  Deze tabel is bijgewerkt tot en met de meest recente editie (2024).